# Antonio Gramsci

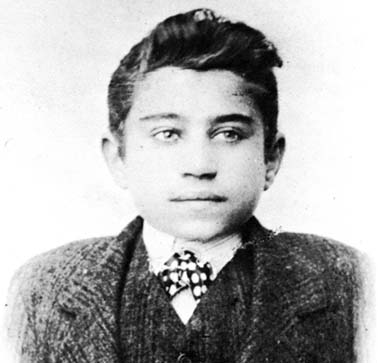
Antonio Gramsci w wieku 15 lat, 1906 rok

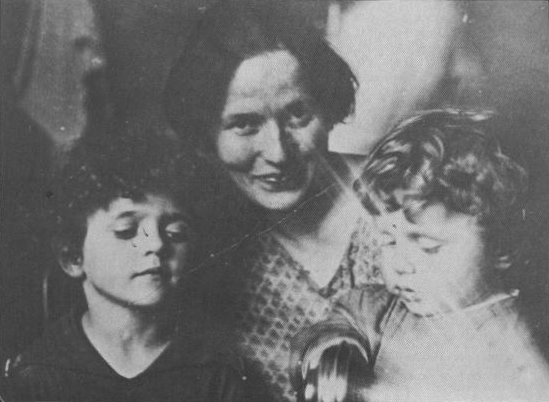
Julia Schucht z dziećmi

Antonio Gramsci [an’tɔ:njo 'gra:mʃi] (ur. 23 stycznia 1891 w Ales, zm. 27 kwietnia 1937 w Rzymie) – włoski komunista, historyk, dziennikarz i polityk, filozof i teoretyk komunistyczny.
Pochodził z Sardynii, z biednej, wielodzietnej rodziny. W czasie studiów w Turynie wstąpił do partii socjalistycznej, potem wraz z Palmiro Togliattim założył Włoską Partię Komunistyczną. Po przejęciu władzy przez faszystów aresztowany, w więzieniu spędził niemal całą resztę swojego życia. Okres więzienny jest najbardziej płodnym w życiu Gramsciego, wtedy stworzył większość swych najbardziej wpływowych koncepcji.
Podstawowym problemem, z którym borykał się Gramsci, była kwestia szerokiego poparcia dla faszyzmu wśród włoskiego proletariatu. Doprowadziło go to do swoistego „odwrócenia” Marksa i położenia równego nacisku na bazę i nadbudowę – zarówno sfera ekonomiczno-społeczna, jak i sfera kultury ma wpływ na podejmowane decyzje i działania. Droga do zmiany nie prowadzi poprzez rewolucyjny przewrót, lecz wymaga długotrwałego okresu tworzenia kulturowej hegemonii – wspólnej platformy wyobrażeń i idei łączącej intelektualistów z ludem. To rozróżnienie zostaje zresztą przez Gramsciego zniesione, gdyż dla niego nie istnieje różnica między teorią a praktyką: poznanie jest równoczesne i równoznaczne z działaniem. Każdy, kto podejmuje działanie, jest wobec tego intelektualistą, czy filozofem. Jest to kontynuacja antypozytywizmu, który na gruncie włoskim zbudował Benedetto Croce. Niemożliwe jest stworzenie obiektywnej prawdy w drodze czystej kontemplacji, prawda jest uwarunkowana historycznie, a o słuszności działań decyduje konkretny moment historyczny. Żadne spojrzenie z zewnątrz nie jest możliwe, a gdyby nawet było, nie dałoby żadnych odpowiedzi. Idąc za Antonio Labriolą, uważał, że marksizm jest przede wszystkim filozofią praktyki. W przeciwieństwie do Crocego podkreślał konieczność zaangażowania intelektualisty w ruch socjalistyczny, w tworzenie partii i ram organizacyjnych. Podkreślał przy tym ważność zaangażowania proletariuszy.

## Życiorys
Gramsci wychowywał się w biednej, wielodzietnej rodzinie na Sardynii. Nędza materialna spowodowana była uwięzieniem ojca Gramsciego, drobnego urzędnika zaangażowanego w działalność partii socjalistycznej. Na skutek obrażeń odniesionych w dzieciństwie do końca życia był niedorozwinięty fizycznie i garbaty. Ukończył szkołę średnią w Cagliari, udało mu się również uzyskać stypendium i rozpocząć studia w 1911 roku na uniwersytecie w Turynie, gdzie ujawniły się jego nieprzeciętne zdolności. Dwa lata później Gramsci wstąpił do Włoskiej Partii Socjalistycznej. Należał tam do zwolenników Benita Mussoliniego tzw. mussoliniani. Studia przerwał wiosną 1915 roku, w czasie nauki był pod intelektualnym wpływem Benedetto Croce. W 1916 roku rozpoczął pracę dziennikarską w organie prasowym partii socjalistycznej „Il Grido del Popolo” (w latach 1917–1918 był jego redaktorem naczelnym). W tym czasie Gramsci był już aktywnym działaczem ruchu robotniczego, rok później wszedł w skład Tymczasowego Komitetu Partii Socjalistycznej.
Świadectwem pierwszych zainteresowań filozoficznych i światopoglądowych Gramsciego są Pisma młodzieńcze (Scritti giovanili, 1958). Młody Gramsci krytycznie odnosił się do dominującego wówczas w ruchu socjalistycznym reformizmu, który pod wpływem pozytywizmu „sprowadzał doktrynę Marksa do prawa naturalnego, realizującego się niby fatum poza wolą ludzi”. Reformizmowi Gramsci przeciwstawiał koncepcję silnie akcentującą rolę świadomości w historii. Znaczenie idei w dziejach potwierdzała, zdaniem Gramsciego, witana przezeń z entuzjazmem rewolucja październikowa, o której sądził wówczas, że jest „dziełem bardziej ideologii niż faktów”.
W 1919 r. powstało pismo „L’Ordine Nuovo”; redakcją kierował Gramsci przy pomocy Palmiro Togliattiego (1893–1964). W publicystyce (zebranej potem w tomie L’Ordine Nuovo 1919–1920, 1954) Gramsci komentował ówczesne wydarzenia w ruchu robotniczym, główną uwagę skupiając na roli fabrycznych rad robotniczych, w których upatrywał zalążek instytucji władzy przyszłego społeczeństwa socjalistycznego.
W 1921 r. Gramsci będąc wpływowym członkiem Włoskiej Partii Socjalistycznej wyprowadził z niej frakcję i został jednym z założycieli Włoskiej Partii Komunistycznej (na jej czele stanął Amadeo Bordiga). W publicystyce Gramsci podejmował wtedy głównie problemy programu nowej partii i kierunków walki z rodzącym się faszyzmem (por. tom Socialismo e fascismo. L’Ordine Nuovo 1921–1922, 1966). W latach 1922–1923 Gramsci przebywał w Moskwie reprezentując WPK w III Międzynarodówce Komunistycznej. Spędził tam ponad rok i poznał swoją przyszłą żonę Giulię Schucht. Powróciwszy do kraju, Gramsci nadal uczestniczył w życiu politycznym jako poseł do parlamentu, publicysta (był inicjatorem organu partyjnego „Unita”) oraz działacz partyjny.
W wyniku dyskusji wewnątrzpartyjnej, której dokumentację podał Palmiro Togliatti w publikacji La formazione del gruppo dirigente del P.C.I. (Kształtowanie się grupy kierowniczej WPK, 1962), a której świadectwa znajdujemy także w publicystyce Gramsciego zebranej w La construzione del partito comunista italiano 1923–1926 (1971), dawną obciążoną błędem sekciarstwa politykę, której rzecznikiem był Amadeo Bordiga, zastąpiono programem sojuszu sił lewicowych w obliczu zagrożenia faszystowskiego, głoszonym przez Gramsciego. W styczniu 1926 r. Gramsci stanął na czele Komitetu Centralnego WPK. W październiku 1926 r. został aresztowany przez reżim faszystowski a w 1928 r. skazany na dwadzieścia lat więzienia. Gramsci spędził w więzieniu jedenaście lat, podupadając na zdrowiu. Zwolniony w 1937 r. na podstawie amnestii, zmarł zaraz po wyjściu na wolność.
Przez cały czas pobytu w więzieniu Gramsci w takiej mierze, w jakiej pozwalały warunki, prowadził pracę intelektualną. Szkice, notatki i materiały wypełniły 33 Zeszyty więzienne (Quaderni del carcere), które zostały opublikowane w 1947 r. pod tymże tytułem. Wydanie polskie miało miejsce w 1950 r..

## Dzieła

### Pisma wczesne (1908–1926)
- Scritti giovanili 1914–1918, Torino 1958;
- L’Ordine Nuovo 1919–1920, Torino 1954;
- Socialismo e fascismo. L’Ordine Nuovo 1921–1922, Torino 1960;
- Sotto la Mole 1916–1920, Torino 1960;
- Scritti 1915–1921. Nuovi contributi, red. S. Caproglio, Milano 1968;
- La construzione del Partito Comunista 1923–1926, Torino 1971;
- Per la verità. Scritti 1913–1926, red. R. Marinelli, Roma 1974;
- 2000 pagine di Gramsci, Milano 1964, tomy I-II.

### Pisma więzienne (1926–1937)
- Lettere del carcere, I wyd. Torino 1947;
- Lettere del carcere, pełne wyd. krytyczne, red. S. Caproglio i E. Fubini, Torino 1965;
- Antonio Gramsci. Vita attraverso le lettere (1908–1937), red. G. Fiori, Torino 1994;
- Quaderni del carcere, I wyd. Torino 1948–1951:
  - t. I: Il materialismo storico e la filosofia di Benedetto Croce [Materializm historyczny i filozofia Benedetta Crocego], 1948;
  - t. II: Gli intellettuali e l’organizzatione della cultura [Intelektualiści i organizacja kultury], 1949;
  - t. III: Il Risorgimento [Risorgimento], 1949;
  - t. IV: Note sul Machiavelli, sulla politica e sullo stato moderno [Noty o Machiavellim, polityce i państwie nowoczesnym], 1949;
  - t. V: Letteratura e vita nazionale ''Literatura i życie narodowe'', 1950;
  - t. VI: Passato e presente [Przeszłość i teraźniejszość], 1951;
- Quaderni del carcere, pełne wyd. krytyczne przygotowane przez Instytut Gramsciego w Rzymie, red. V. Gerratana, Torino 1975;
- Le opere, red. A.A. Santucci, Roma 1997 (obszerna antologia pism Gramsciego).

### Przekłady polskie
- Listy z więzienia, wybór i tłum. M. Brahmer, Warszawa 1950;
- Listy z więzienia, wybór i tłum. A. Kosierkiewicz, „Regiony” 1978, nr 3, s. 5-25;
- Pisma wybrane, tłum. Barbara Sieroszewska, tomy I-II, Warszawa 1961;
- Rewolucja przeciw „Kapitałowi”, tłum. Piotr Strębski, Warszawa 2005;
- Zeszyty filozoficzne, oprac. i wstęp Sław Krzemień-Ojak, tłum. Barbara Sieroszewska i J. Szymanowska, Biblioteka Klasyków Filozofii, Warszawa 1991;
- Fragmenty Quaderni del carcere, tłum. Sław Krzemień-Ojak, w: Filozofia współczesna, tom 1, Warszawa 1983;
- Drzewo jeży (Listy, bajki, opowiadania), tłum. Lidia Wanda Gall, Warszawa 1987.